# 流淌的歌声
《流淌的歌声》是由广东卫视、广东广播电视台音乐之声、太平洋影音公司联合制作的音乐電視節目，由赵屹鸥主持。广东卫视於2018年12月29日起每週六21:10分播出第一季，2019年3月23日播放完畢。第二季於2020年6月26日起每週五21:10分播出（時光盛典20:32分播出），2020年9月4日播放完畢。第三季於2021年6月25日起每週五21:10分播出。

## 節目

### 第一季
| 期数 | 首播日期       | 主題               | 歌手                   | 演唱曲目                                |
| ---- | -------------- | ------------------ | ---------------------- | --------------------------------------- |
| 1    | 2018年12月29日 | 風起南方，潮湧珠江 | 楊鈺瑩                 | 《我不想說》                            |
| 1    | 2018年12月29日 | 風起南方，潮湧珠江 | 程琳                   | 《信天游》                              |
| 1    | 2018年12月29日 | 風起南方，潮湧珠江 | 麥子傑                 | 《晚秋》                                |
| 1    | 2018年12月29日 | 風起南方，潮湧珠江 | 王佑贵、葉旭全         | 《春天的故事》                          |
| 2    | 2019年1月5日   | 影視金曲           | 葉振棠、東山少爺       | 《萬里長城永不倒》                      |
| 2    | 2019年1月5日   | 影視金曲           | 陳明                   | 《光陰的故事》                          |
| 2    | 2019年1月5日   | 影視金曲           | 陳彼得                 | 《一剪梅》                              |
| 2    | 2019年1月5日   | 影視金曲           | 夢之旅                 | 《光陰的故事》                          |
| 2    | 2019年1月5日   | 影視金曲           | 蘇妙玲                 | 《同桌的你》                            |
| 3    | 2019年1月12日  | 激情歲月           | 蔣大為                 | 《敢問路在何方》 《在那桃花盛開的地方》 |
| 3    | 2019年1月12日  | 激情歲月           | 楊洪基                 | 《滾滾長江東逝水》                      |
| 3    | 2019年1月12日  | 激情歲月           | 朱明瑛                 | 《回娘家》                              |
| 3    | 2019年1月12日  | 激情歲月           | 鄭緒嵐                 | 《牧羊曲》                              |
| 4    | 2019年1月19日  |                    | 李春波                 | 《小芳》                                |
| 4    | 2019年1月19日  | 孫伯綸             | 《一路上有你》         |                                         |
| 4    | 2019年1月19日  | 趙詠華             | 《最浪漫的事》         |                                         |
| 4    | 2019年1月19日  | 曹軒賓             | 《可惜不是你》         |                                         |
| 4    | 2019年1月19日  | 朗嘎拉姆           | 《甜蜜蜜》             |                                         |
| 5    | 2019年1月26日  |                    | 陳紅                   | 《常回家看看》                          |
| 5    | 2019年1月26日  | 李春波             | 《一封家書》           |                                         |
| 5    | 2019年1月26日  | 許飛               | 《父親寫的散文詩》     |                                         |
| 5    | 2019年1月26日  | 趙照               | 《當你老了》           |                                         |
| 5    | 2019年1月26日  | 陳樂基             | 《真的愛你》           |                                         |
| 6    | 2019年2月2日   | 眷戀祖國           | 文章                   | 《故鄉的雲》                            |
| 6    | 2019年2月2日   | 眷戀祖國           | 陳思思、龍紫嵐         | 《七子之歌》                            |
| 6    | 2019年2月2日   | 眷戀祖國           | 張明敏、張頌華         | 《我的中國心》                          |
| 6    | 2019年2月2日   | 眷戀祖國           | 周冰倩                 | 《落葉歸根》                            |
| 6    | 2019年2月2日   | 眷戀祖國           | 陳思思                 | 《美好新時代》                          |
| 7    | 2019年2月16日  | 青春有你           | 曾淑勤                 | 《魯冰花》                              |
| 7    | 2019年2月16日  | 青春有你           | 魏雪漫                 | 《滾滾紅塵》                            |
| 7    | 2019年2月16日  | 青春有你           | 李麗芬                 | 《愛江山更愛美人》                      |
| 7    | 2019年2月16日  | 青春有你           | 汪明荃                 | 《萬水千山總是情》 《勇敢的中國人》     |
| 8    | 2019年2月23日  | 流金歲月           | 溫兆倫                 | 《一生何求》                            |
| 8    | 2019年2月23日  | 流金歲月           | 盧冠廷                 | 《一生所愛》                            |
| 8    | 2019年2月23日  | 流金歲月           | 袁玫                   | 《奉獻》                                |
| 8    | 2019年2月23日  | 流金歲月           | 好妹妹樂隊             | 《追夢人》                              |
| 9    | 2019年3月2日   | 女人如花           | 鞠萍                   | 《种太陽》                              |
| 9    | 2019年3月2日   | 女人如花           | 成方圓                 | 《童年》                                |
| 9    | 2019年3月2日   | 女人如花           | 李玲玉                 | 《粉紅色的回憶》                        |
| 9    | 2019年3月2日   | 女人如花           | 陳明真                 | 《我用自己的方式愛你》                  |
| 9    | 2019年3月2日   | 女人如花           | 楊鈺瑩                 | 《輕輕地告訴你》                        |
| 10   | 2019年3月9日   | 青春有你           | 孫浩                   | 《中華民謠》                            |
| 10   | 2019年3月9日   | 青春有你           | 巫啟賢                 | 《太傻》                                |
| 10   | 2019年3月9日   | 青春有你           | 千百惠                 | 《走過咖啡屋》                          |
| 10   | 2019年3月9日   | 青春有你           | 水木年華               | 《一生有你》                            |
| 10   | 2019年3月9日   | 青春有你           | 陳筱棠                 | 《絨花》                                |
| 11   | 2019年3月16日  |                    | 黃國倫                 | 《我願意》                              |
| 11   | 2019年3月16日  | 林依輪             | 《透過開滿鮮花的月亮》 |                                         |
| 11   | 2019年3月16日  | 張薔               | 《愛你在心口難開》     |                                         |
| 11   | 2019年3月16日  | 郭峰               | 《讓世界充滿愛》       |                                         |
| 12   | 2019年3月23日  | 歌唱祖國           | 關牧村                 | 《打起手鼓唱起歌》                      |
| 12   | 2019年3月23日  | 歌唱祖國           | 蔡國慶                 | 《三百六十五個祝福》                    |
| 12   | 2019年3月23日  | 歌唱祖國           | 閻維文                 | 《小白楊》                              |
| 12   | 2019年3月23日  | 歌唱祖國           | 平安                   | 《我愛你中國》                          |
| 12   | 2019年3月23日  | 歌唱祖國           | 李光羲                 | 《祝酒歌》                              |

### 第二季
| 期数 | 首播日期      | 主題       | 歌手                   | 演唱曲目                                       |
| ---- | ------------- | ---------- | ---------------------- | ---------------------------------------------- |
| 1    | 2020年6月26日 | 光影流年   | 韓磊                   | 《走四方》                                     |
| 1    | 2020年6月26日 | 光影流年   | 屠洪剛                 | 《精忠報國》                                   |
| 1    | 2020年6月26日 | 光影流年   | 鄧萃雯                 | 《我和春天有個約會》                           |
| 1    | 2020年6月26日 | 光影流年   | 簡弘亦                 | 《笑紅塵》                                     |
| 1    | 2020年6月26日 | 光影流年   | 韓磊                   | 《等待》                                       |
| 2    | 2020年7月3日  | 似水年華   | 羅大佑                 | 《光陰的故事》                                 |
| 2    | 2020年7月3日  | 似水年華   | 王錚亮                 | 《時間都去哪兒了》                             |
| 2    | 2020年7月3日  | 似水年華   | 葉蓓                   | 《白衣飄飄的年代》                             |
| 2    | 2020年7月3日  | 似水年華   | 許飛                   | 《同桌的你》                                   |
| 2    | 2020年7月3日  | 似水年華   | 羅大佑                 | 《戀曲1990》                                   |
| 3    | 2020年7月10日 | 九四新聲代 | 楊鈺瑩                 | 《風含情水含笑》                               |
| 3    | 2020年7月10日 | 九四新聲代 | 戴軍                   | 《阿蓮》                                       |
| 3    | 2020年7月10日 | 九四新聲代 | 黃格選                 | 《春水流》                                     |
| 3    | 2020年7月10日 | 九四新聲代 | 高林生                 | 《牽掛你的人是我》                             |
| 3    | 2020年7月10日 | 九四新聲代 | 王子鳴                 | 《傷心雨》                                     |
| 4    | 2020年7月17日 | 國風飛揚   | 吳彤                   | 《將進酒》                                     |
| 4    | 2020年7月17日 | 國風飛揚   | 周深                   | 《煙花易冷》                                   |
| 5    | 2020年7月24日 | 國風飛揚   | 杭天琪                 | 《前門情思大碗茶》                             |
| 5    | 2020年7月24日 | 國風飛揚   | 黃雅莉                 | 《江南》                                       |
| 5    | 2020年7月24日 | 國風飛揚   | 崔子格                 | 《紅顏舊》                                     |
| 6    | 2020年7月31日 | 赤子之心   | 閻維文                 | 《一二三四歌》                                 |
| 6    | 2020年7月31日 | 赤子之心   | 呂繼宏                 | 《軍港之夜》                                   |
| 6    | 2020年7月31日 | 赤子之心   | 蔡國慶                 | 《十五的月亮》                                 |
| 6    | 2020年7月31日 | 赤子之心   | 白雪                   | 《奉獻》                                       |
| 6    | 2020年7月31日 | 赤子之心   | 馬佳                   | 《紅梅讚》                                     |
| 7    | 2020年8月7日  | 愛·好美    | 陳明                   | 《寂寞讓我如此美麗》                           |
| 7    | 2020年8月7日  | 愛·好美    | 丁噹                   | 《我愛他》                                     |
| 7    | 2020年8月7日  | 愛·好美    | 阿蘭                   | 《囚鳥》                                       |
| 7    | 2020年8月7日  | 愛·好美    | 金池                   | 《愛很簡單》                                   |
| 7    | 2020年8月7日  | 愛·好美    | 陳明、丁噹、阿蘭、金池 | 《漂洋過海來看你》                             |
| 8    | 2020年8月14日 | 多彩中國   | 騰格爾                 | 《天堂》                                       |
| 8    | 2020年8月14日 | 多彩中國   | 紮西頓珠               | 《回到拉薩》                                   |
| 8    | 2020年8月14日 | 多彩中國   | 王晰                   | 《烏蘇里船歌》                                 |
| 8    | 2020年8月14日 | 多彩中國   | 愛戴                   | 《彩雲追月》                                   |
| 8    | 2020年8月14日 | 多彩中國   | 騰格爾                 | 《在那遙遠的地方》                             |
| 9    | 2020年8月21日 | 憶往情深   | 任賢齊                 | 《心太軟》                                     |
| 9    | 2020年8月21日 | 憶往情深   | 李慧珍                 | 《愛死了昨天》                                 |
| 9    | 2020年8月21日 | 憶往情深   | 白舉綱                 | 《心如刀割》                                   |
| 9    | 2020年8月21日 | 憶往情深   | 劉惜君                 | 《愛的代價》                                   |
| 9    | 2020年8月21日 | 憶往情深   | 任賢齊                 | 《傷心太平洋》                                 |
| 10   | 2020年8月28日 | 勇敢飛翔   | 胡海泉                 | 《奔跑》                                       |
| 10   | 2020年8月28日 | 勇敢飛翔   | 金志文                 | 《我的未來不是夢》                             |
| 10   | 2020年8月28日 | 勇敢飛翔   | 張遠                   | 《夜空中最亮的星》                             |
| 10   | 2020年8月28日 | 勇敢飛翔   | 許靖韻                 | 《最初的夢想》                                 |
| 10   | 2020年8月28日 | 勇敢飛翔   | 胡海泉                 | 《外面的世界》                                 |
| 11   | 2020年9月4日  | 時光盛典   | 屠洪剛                 | 《中國功夫》                                   |
| 11   | 2020年9月4日  | 時光盛典   | 馬佳                   | 《龍的傳人》                                   |
| 11   | 2020年9月4日  | 時光盛典   | 屠洪剛、馬佳           | 《真心英雄》                                   |
| 11   | 2020年9月4日  | 時光盛典   | 王晰                   | 《哭砂》                                       |
| 11   | 2020年9月4日  | 時光盛典   | 楊鈺瑩                 | 《城裡的月光》                                 |
| 11   | 2020年9月4日  | 時光盛典   | 王晰、楊鈺瑩           | 《輕輕的告訴你》                               |
| 11   | 2020年9月4日  | 時光盛典   | 吳彤                   | 《刀劍如夢》                                   |
| 11   | 2020年9月4日  | 時光盛典   | 吳彤（笙）、任賢齊     | 《天涯》                                       |
| 11   | 2020年9月4日  | 時光盛典   | 吳彤、任賢齊           | 《滄海一聲笑》                                 |
| 11   | 2020年9月4日  | 時光盛典   | 容祖兒                 | 《偏偏喜歡你》+《一起走過的日子》+《我的驕傲》 |
| 11   | 2020年9月4日  | 時光盛典   | 容祖兒、任賢齊         | 《上海灘》                                     |
| 11   | 2020年9月4日  | 時光盛典   | 俞灝明                 | 《Monica》+《晚秋》                            |
| 11   | 2020年9月4日  | 時光盛典   | 陳樂基                 | 《浪子心聲》+《紅日》                          |
| 11   | 2020年9月4日  | 時光盛典   | 杭天琪                 | 《黑頭髮飄起來》                               |
| 11   | 2020年9月4日  | 時光盛典   | 蔡國慶                 | 《春暖花開》                                   |
| 11   | 2020年9月4日  | 時光盛典   | 杭天琪、蔡國慶         | 《掌聲響起來》                                 |

### 第三季
| 期数 | 首播日期      | 主題             | 歌手                                     | 演唱曲目                             |
| ---- | ------------- | ---------------- | ---------------------------------------- | ------------------------------------ |
| 1    | 2021年6月25日 |                  | 鳳凰傳奇                                 | 《最炫民族風》                       |
| 1    | 2021年6月25日 | 黃綺珊           | 《風雨彩虹鏗鏘玫瑰》                     |                                      |
| 1    | 2021年6月25日 | 楊洪基、小阿七   | 《你笑起來真好看》                       |                                      |
| 1    | 2021年6月25日 | 唐漢霄           | 《無名之輩》                             |                                      |
| 1    | 2021年6月25日 | 楊魏玲花、唐漢霄 | 《月亮之上》                             |                                      |
| 1    | 2021年6月25日 | 曾毅、黃綺珊     | 《藍蓮花》                               |                                      |
| 2    | 2021年7月2日  | 我的初心         | 蔡國慶                                   | 《新的天地》                         |
| 2    | 2021年7月2日  | 我的初心         | 蔡程昱                                   | 《歌唱祖國》                         |
| 2    | 2021年7月2日  | 我的初心         | 成方圓                                   | 《共和國之戀》                       |
| 2    | 2021年7月2日  | 我的初心         | 阿蘭                                     | 《情誼深長》                         |
| 2    | 2021年7月2日  | 我的初心         | 成方圓、阿蘭                             | 《万泉河水清又清》                   |
| 2    | 2021年7月2日  | 我的初心         | 蔡程昱、劉彬濠、孫美琪                   | 《國家》                             |
| 2    | 2021年7月2日  | 我的初心         | 全體                                     | 《不忘初心》                         |
| 3    | 2021年7月9日  | 青春中國         | 張也、莫華倫、王晰、黄霄                 | 《我們的生活充滿陽光》               |
| 3    | 2021年7月9日  | 青春中國         | 張也                                     | 《我的祖國》                         |
| 3    | 2021年7月9日  | 青春中國         | 莫華倫                                   | 《少年》                             |
| 3    | 2021年7月9日  | 青春中國         | 黃霄                                     | 《星辰大海》                         |
| 3    | 2021年7月9日  | 青春中國         | 王晰                                     | 《花兒為什麼這樣紅》                 |
| 3    | 2021年7月9日  | 青春中國         | 莫華倫、黃霄                             | 《珊瑚頌》                           |
| 3    | 2021年7月9日  | 青春中國         | 張也、王晰                               | 《我和我的祖國》                     |
| 4    | 2021年7月16日 | 乐韵国潮         | 霍尊、陈梓童、王珮瑜、邓寓君（等什么君） | 《说唱脸谱》                         |
| 4    | 2021年7月16日 | 乐韵国潮         | 霍尊                                     | 《卷珠帘》                           |
| 4    | 2021年7月16日 | 乐韵国潮         | 陈梓童                                   | 《本草纲目》                         |
| 4    | 2021年7月16日 | 乐韵国潮         | 王珮瑜                                   | 《但愿人长久》                       |
| 4    | 2021年7月16日 | 乐韵国潮         | 邓寓君（等什么君）                       | 《天下》                             |
| 4    | 2021年7月16日 | 乐韵国潮         | 陈梓童、王珮瑜                           | 《曹操》                             |
| 4    | 2021年7月16日 | 乐韵国潮         | 邓寓君（等什么君）、霍尊                 | 《身骑白马》                         |
| 5    | 2021年7月23日 | 有情岁月         | 品冠、黄龄、黄凯芹、姜育恒               | 《有没有一首歌会让你想起我》         |
| 5    | 2021年7月23日 | 有情岁月         | 姜育恒                                   | 《再回首》                           |
| 5    | 2021年7月23日 | 有情岁月         | 黄凯芹                                   | 《晚秋》                             |
| 5    | 2021年7月23日 | 有情岁月         | 黄龄                                     | 《潇洒走一回》                       |
| 5    | 2021年7月23日 | 有情岁月         | 黄凯芹、黄龄                             | 《High歌》                           |
| 5    | 2021年7月23日 | 有情岁月         | 品冠                                     | 《掌心》                             |
| 5    | 2021年7月23日 | 有情岁月         | 姜育恒、品冠                             | 《朋友别哭》                         |
| 6    | 2021年7月30日 | 光影流年         | 钟镇涛、张卫健、金铭、汪小敏             | 《得意的笑》                         |
| 6    | 2021年7月30日 | 光影流年         | 钟镇涛                                   | 《漫漫人生路》                       |
| 6    | 2021年7月30日 | 光影流年         | 金铭                                     | 《婉君》                             |
| 6    | 2021年7月30日 | 光影流年         | 金铭、汪小敏                             | 《情深深雨濛濛》                     |
| 7    | 2021年8月6日  | 光影流年         | 张卫健                                   | 《真真假假》                         |
| 7    | 2021年8月6日  | 光影流年         | 汪小敏                                   | 《倩女幽魂》                         |
| 7    | 2021年8月6日  | 光影流年         | 钟镇涛、张卫健                           | 《狮子山下》                         |
| 8    | 2021年8月13日 | 我的芳华         | 蒋大为、魏雪漫、平安、黄英、马佳         | 《祝酒歌》                           |
| 8    | 2021年8月13日 | 我的芳华         | 蒋大为                                   | 《牡丹之歌》                         |
| 8    | 2021年8月13日 | 我的芳华         | 平安                                     | 《绒花》                             |
| 8    | 2021年8月13日 | 我的芳华         | 黄英                                     | 《映山红》                           |
| 8    | 2021年8月13日 | 我的芳华         | 魏雪漫                                   | 《洪湖水浪打浪》                     |
| 8    | 2021年8月13日 | 我的芳华         | 马佳                                     | 《英雄赞歌》                         |
| 8    | 2021年8月13日 | 我的芳华         | 平安、黄英                               | 《南泥湾》                           |
| 8    | 2021年8月13日 | 我的芳华         | 魏雪漫、马佳                             | 《追寻》                             |
| 9    | 2021年8月20日 | 记忆中的老情歌   | 伍思凯、满江、温岚、赖美云               | 《来生缘》                           |
| 9    | 2021年8月20日 | 记忆中的老情歌   | 伍思凯                                   | 《特别的爱给特别的你》               |
| 9    | 2021年8月20日 | 记忆中的老情歌   | 赖美云                                   | 《遇见》                             |
| 9    | 2021年8月20日 | 记忆中的老情歌   | 满江                                     | 《夜夜夜夜》                         |
| 9    | 2021年8月20日 | 记忆中的老情歌   | 温岚                                     | 《夏天的风》                         |
| 9    | 2021年8月20日 | 记忆中的老情歌   | 伍思凯、满江                             | 《情网》                             |
| 9    | 2021年8月20日 | 记忆中的老情歌   | 温岚、赖美云                             | 《Last Dance》                       |
| 10   | 2021年8月27日 | 青春的旋律       | 陈晓东、许绍洋、弦子、符龙飞             | 《爱》                               |
| 10   | 2021年8月27日 | 青春的旋律       | 陈晓东                                   | 《心有独钟》                         |
| 10   | 2021年8月27日 | 青春的旋律       | 陈晓东、许绍洋                           | 《爱与痛的边缘》《有多少爱可以重来》 |
| 10   | 2021年8月27日 | 青春的旋律       | 许绍洋                                   | 《花香》                             |
| 10   | 2021年8月27日 | 青春的旋律       | 符龙飞                                   | 《爱的呼唤》                         |
| 10   | 2021年8月27日 | 青春的旋律       | 弦子                                     | 《独角戏》                           |
| 10   | 2021年8月27日 | 青春的旋律       | 弦子、符龙飞                             | 《喜欢你》                           |
| 11   | 2021年9月3日  | 一路有你         | 林志炫、黄品源、江美琪、孟慧圆           | 《想把我唱给你听》                   |
| 11   | 2021年9月3日  | 一路有你         | 林志炫                                   | 《单身情歌》                         |
| 11   | 2021年9月3日  | 一路有你         | 江美琪                                   | 《亲爱的你怎么不在身边》             |
| 11   | 2021年9月3日  | 一路有你         | 黄品源                                   | 《你怎么舍得我难过》                 |
| 11   | 2021年9月3日  | 一路有你         | 孟慧圆                                   | 《梦一场》                           |
| 11   | 2021年9月3日  | 一路有你         | 林志炫、孟慧圆                           | 《凤凰花开的路口》                   |
| 11   | 2021年9月3日  | 一路有你         | 黄品源、江美琪                           | 《美丽的神话》                       |
| 12   | 2021年9月10日 | 時光盛典         | 段奥娟、李紫婷、赵磊、李振宁             | 《夜空中最亮的星》                   |
| 12   | 2021年9月10日 | 時光盛典         | 林子祥、陳樂基、東山少爺                 | 《真的汉子》《男儿当自强》           |
| 12   | 2021年9月10日 | 時光盛典         | 林子祥、李紫婷                           | 《选择》                             |
| 12   | 2021年9月10日 | 時光盛典         | 林子祥                                   | 《分分钟需要你》                     |
| 12   | 2021年9月10日 | 時光盛典         | 陳明                                     | 《弯弯的月亮》《路灯下的小姑娘》     |
| 12   | 2021年9月10日 | 時光盛典         | 陳明、满江                               | 《当我想你的时候》                   |
| 12   | 2021年9月10日 | 時光盛典         | 陳明、满江、李振宁                       | 《最美》《Don't Break My Heart》     |
| 12   | 2021年9月10日 | 時光盛典         | 段奥娟、赵磊                             | 《天下有情人》                       |
| 12   | 2021年9月10日 | 時光盛典         | 周传雄                                   | 《黄昏》                             |
| 12   | 2021年9月10日 | 時光盛典         | 周传雄、汪小敏                           | 《记事本》                           |
| 12   | 2021年9月10日 | 時光盛典         | 鞠红川、高杨、王传越、万乘齐             | 《不忘初心》                         |
| 12   | 2021年9月10日 | 時光盛典         | 全體                                     | 《掌聲響起來》                       |

## 播放
《流淌的歌声》在《人民日報》、《光明日報》、《新華網》等媒體也對此予以了廣泛報導。

## 外部連結
- 流淌的歌声的新浪微博
- bilibili上的《流淌的歌聲第二季》节目/剧集
- bilibili上的《流淌的歌聲第三季》节目/剧集
- YouTube上的【完整版】《流淌的歌聲》第二季播放列表
- YouTube上的【完整版】《流淌的歌聲》第三季播放列表